# Estación de Almadenejos-Almadén
Almadenejos-Almadén es una estación ferroviaria situada en el municipio español de Almadenejos en la provincia de Ciudad Real, comunidad autónoma de Castilla-La Mancha, aunque también presta servicio al municipio de Almadén. Dispone de servicios de Media Distancia operados por Renfe.
Aunque situado en el término municipal almadenejense, también presta servicio a Almadén. En 2020 la estación tuvo un número de 3 327 usuarios.

## Situación ferroviaria
La estación se encuentra en el punto kilométrico 272,9 de la línea de ferrocarril de ancho ibérico Ciudad Real-Badajoz, entre las estaciones de Guadalmez-Los Pedroches y la de Brazatortas-Veredas, a 477,78 metros de altitud. El tramo es de vía única y está sin electrificar.

## Historia
La estación fue inaugurada el 29 de noviembre de 1865 con la apertura del tramo Veredas-Almorchón de la línea que buscaba unir Ciudad Real con Badajoz. La Compañía de los Caminos de Hierro de Ciudad Real a Badajoz fue la impulsora de la línea y su gestora hasta el 8 de abril de 1880 fecha en la cual fue absorbida por MZA. En 1941, la nacionalización del ferrocarril en España supuso la desaparición de MZA y su integración en la recién creada RENFE. 
Desde el 31 de diciembre de 2004 Renfe Operadora explota la línea mientras que Adif es la titular de las instalaciones ferroviarias.

## La estación

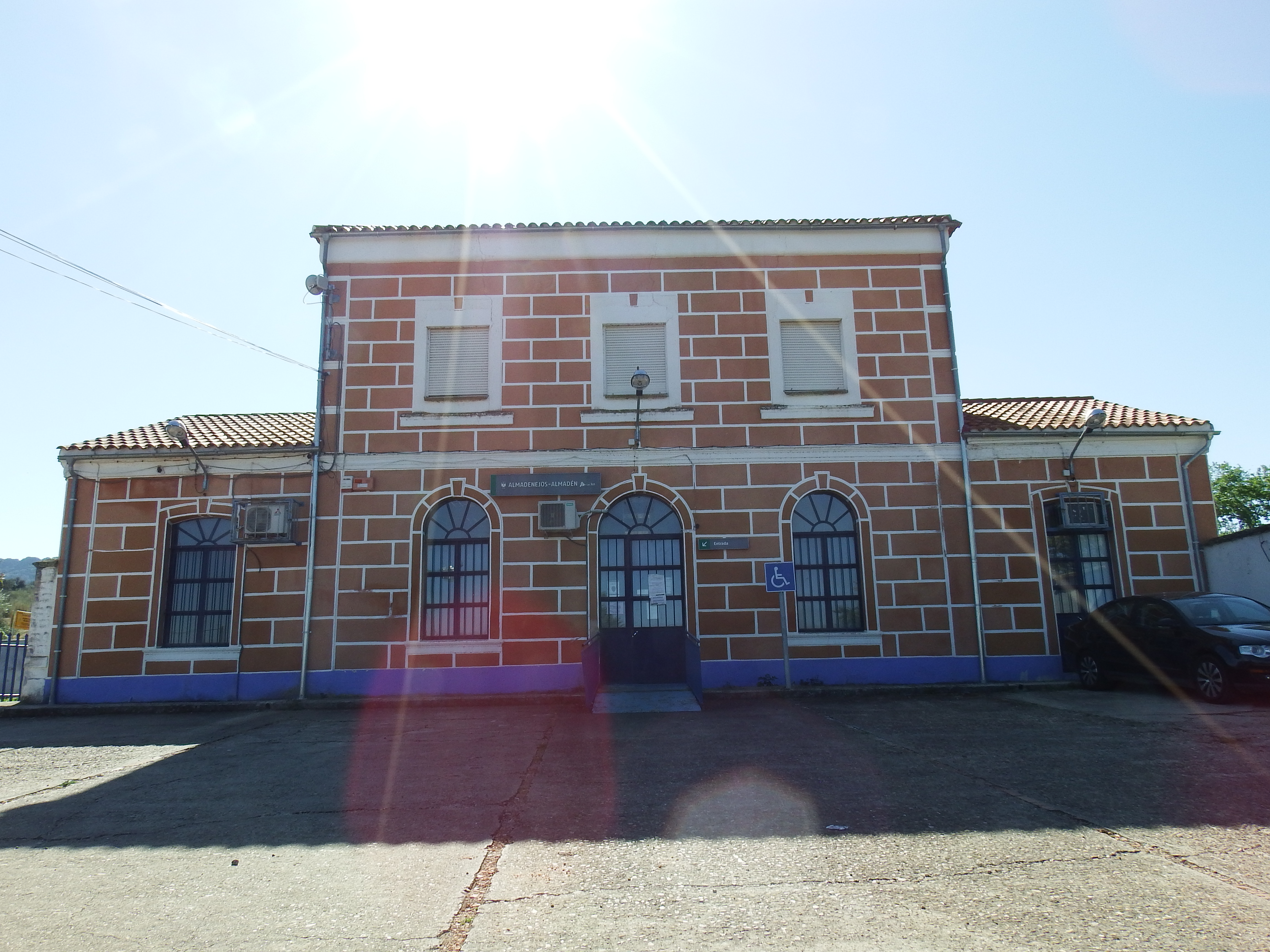
Edificio de viajeros de la estación en 2021

Está situada al oeste del núcleo urbano. Su edificio para viajeros es una estructura de base rectangular con un cuerpo central de dos pisos y unos anexos de menor altura, pintado en un vistoso color, imitando sillares. El edificio presenta disposición lateral a la vía. Cuenta con seis vías, de las cuales dos son muertas a los costados del edificio de viajeros (vías 4 y 6). Las únicas vías de pasajeros son las dos vías numeradas con cartelería y acceso a andén: la vía derivada 2 accede accede a los andenes central y lateral, mientras que la vía general 1 únicamente lo hace al central. Existen dos vías más derivadas, sin numeración visible y sin acceso a andén. Una marquesina procedente de la antigua estación de Puertollano cubre el andén lateral desde 1990.
Se sitúa a 11 km al este de Almadén y a 1,8 km de Almadenejos, en un desvío de la carretera CR-424. 
El horario de la estación es diario, de 10:05h a 19:15h.
En 2022, el Gobierno autorizó la supresión del bloqueo telefónico entre la estación de Brazatortas-Veredas y la de Villanueva de la Serena, tramo al que pertenece la estación.

## Servicios ferroviarios

### Media Distancia
Los trenes de Media Distancia operados por Renfe tienen como principales destinos las ciudades de Alcázar de San Juan, Ciudad Real, Puertollano, Mérida y Badajoz.
| Línea MD | Trenes          | Origen/Destino                              |  | Destino/Origen |
| -------- | --------------- | ------------------------------------------- |  | -------------- |
|          | Regional Exprés | Puertollano                                 |  | Mérida Badajoz |
|          | MD              | Alcázar de San Juan Ciudad Real Puertollano |  | Mérida Badajoz |